# Joe Morgan
Joe Leonard Morgan (ur. 19 września 1943 w Bonham, zm. 11 października 2020 w Danville) – amerykański baseballista, który występował na pozycji drugobazowego przez 22 sezony w Major League Baseball.

## Przebieg kariery
W listopadzie 1962 podpisał kontrakt jako wolny agent z klubem Houston Colt .45s, który trzy lata później zmienił nazwę na Astros. W MLB zadebiutował 21 września 1963 w meczu przeciwko Philadelphia Phillies. W pierwszych dwóch sezonach występów w Colts rozegrał zaledwie 18 meczów. W 1965 pojawiał się w składzie zespołu już regularnie, a w głosowaniu do nagrody MLB Rookie of the Year Award zajął 2. miejsce. Rok później po raz pierwszy w karierze wystąpił w Meczu Gwiazd. W listopadzie 1971 w ramach wymiany przeszedł do Cincinnati Reds.
W sezonie 1975 mając między innymi średnią uderzeń 0,327 (4. wynik w National League), slugging percentage (0,508) i najlepszy w lidze on-base percentage (0,466), został wybrany MVP National League. W tym samym roku wystąpił w World Series, w którym Reds pokonali Boston Red Sox w siedmiu meczach. W 1976 ponownie został najbardziej wartościowym zawodnikiem, a w World Series Cincinnati Reds pokonali New York Yankees w czterech spotkaniach.
W styczniu 1980 przeszedł do Houston Astros, z którym awansował do National League Championship Series, jednak Astros ulegli późniejszemu triumfatorowi w World Series Philadelphia Phillies. Występował jeszcze w San Francisco Giants, Philadelphia Phillies oraz w Oakland Athletics.

## Późniejszy okres
Po zakończeniu kariery był komentatorem lokalnych stacji podczas meczów Cincinnati Reds i San Francisco Giants. Pracował także dla telewizji ABC, NBC i ESPN. W 1990 został wybrany do Galerii Sław Baseballu. Zmarł 11 października 2020.

## Nagrody i wyróżnienia
| Nagroda/wyróżnienie         | Lata                                                       | Źródło |
| 2× MVP National League      | 1975, 1976                                                 | [ 5 ]  |
| 10× All-Star                | 1966, 1970, 1972, 1973, 1974, 1975, 1976, 1977, 1978, 1979 | [ 11 ] |
| All-Star Game MVP           | 1972                                                       | [ 12 ] |
| 5× Gold Glove Award         | 1973, 1974, 1975, 1976, 1977                               | [ 13 ] |
| Silver Slugger Award        | 1982                                                       | [ 14 ] |
| 2× zwycięzca w World Series | 1975, 1976                                                 | [ 5 ]  |
| Baseball Hall of Fame       | od 1980                                                    | [ 9 ]  |
| # 8 zastrzeżony przez Reds  | 1998                                                       | [ 15 ] |